# لاجئو فلسطين
لاجئون فلسطينيون هو مصطلح يشير في الأصل إلى العرب واليهود الذين كان محل إقامتهم المعتاد في فلسطين الانتدالية ولكنهم شردوا وفقدوا سبل عيشهم نتيجة لحرب فلسطين عام 1948. يتضمن تعريف الأونروا لهذا المصطلح الأحفاد الأبوي لـ «لاجئي فلسطين» الأصليين، ولكنه يقتصر على الأشخاص المقيمين في مناطق عمليات الأونروا في الأراضي الفلسطينية ولبنان والأردن وسوريا. في عام 2012، كان هناك ما يقدر بنحو 4,950,000 من السلالات الأبوية المسجلة من «لاجئي فلسطين» الأصليين،  بناءً على متطلبات التسجيل في الأونروا،  والتي يقدر عددهم بـ 1.5 مليون في الأونروا المخيمات.
بلغ عدد اللاجئين الأصليين «الذين يستوفون معايير الأونروا للاجئين الفلسطينيين» 711,000 في عام 1950.
منهم ما يقرب من 30,000 - 50,000 كانوا لا يزالون على قيد الحياة في عام 2012. المصطلح لا يشمل الفلسطينيين المهجرين داخلياً.
خلال حرب فلسطين 1948، حوالي 85٪ (720000 نسمة) من السكان العرب الفلسطينيين في ما أصبح فروا إسرائيل أو طردوا من ديارهم، إلى الضفة الغربية وقطاع غزة، وإلى بلدان لبنان وسوريا والأردن. وساعد هم وذريتهم، الذين يحق أيضا للتسجيل، من خلال الأونروا في 59 مخيما مسجلة، 10 منها أنشئت في أعقاب حرب الأيام الستة في عام 1967 للتعامل مع اللاجئين الفلسطينيين الجدد. كون اللاجئين الوحيدين في العالم هم الموروثون بشكل رئيسي، بما في ذلك النازحين وغير المسجلين، فقد نما اللاجئون العرب الفلسطينيون والنازحون ليصبحوا ثاني أكبر عدد من اللاجئين في العالم،  بعد ما يقدر بـ11،000,000 من النازحين السوريين الحرب الأهلية السورية. بل هي أيضا أقدم عدد من اللاجئين غير المستقرة في العالم، بعد أن كانت تحت الحكم المستمر للدول العربية في أعقاب الحرب العربية الإسرائيلية عام 1948، السكان اللاجئين في الضفة الغربية تحت الحكم الإسرائيلي منذ حرب الأيام الستة، وقطاع غزة تدار حركة المقاومة الإسلامية (حماس) منذ عام 2007. تُحرم المواطنة أو الإقامة القانونية في الدول المضيفة في لبنان حيث سيؤدي استيعاب الفلسطينيين إلى إعاقة توازن طائفي دقيق، ولكنه متاح في الأردن حيث حصلت 40٪ من اللاجئين الفلسطينيين المسجلين في الأونروا بالكامل حقوق المواطنة.
في 11 ديسمبر 1948، قررت الجمعية العامة للأمم المتحدة في القرار 194 غير الملزم، والمادة 11 أن اللاجئين الذين يرغبون في "العيش في سلام مع جيرانهم... يجب أن يسمح لهم" بالعودة إلى منازلهم في "أقرب موعد ممكن عمليا  يشكل هذا أساسًا واحدًا للمطالبة السياسية الفلسطينية بـ "حق العودة الفلسطيني".
أظهر استطلاع مستقل أجري عام 2003 مع السكان الفلسطينيين في غزة والضفة الغربية والأردن ولبنان أن الأغلبية (54٪) ستقبل تعويضًا ماليًا ومكانًا للعيش في الضفة الغربية أو غزة بدلاً من العودة إلى المكان المحدد في إسرائيل المعاصرة حيث عاشوا أو أسلافهم (هذا الاحتمال للتسوية متضمن في القرار 194). وقال 10٪ فقط إنهم سيعيشون في إسرائيل إذا تم منحهم الخيار.

## تعاريف

### الأونروا

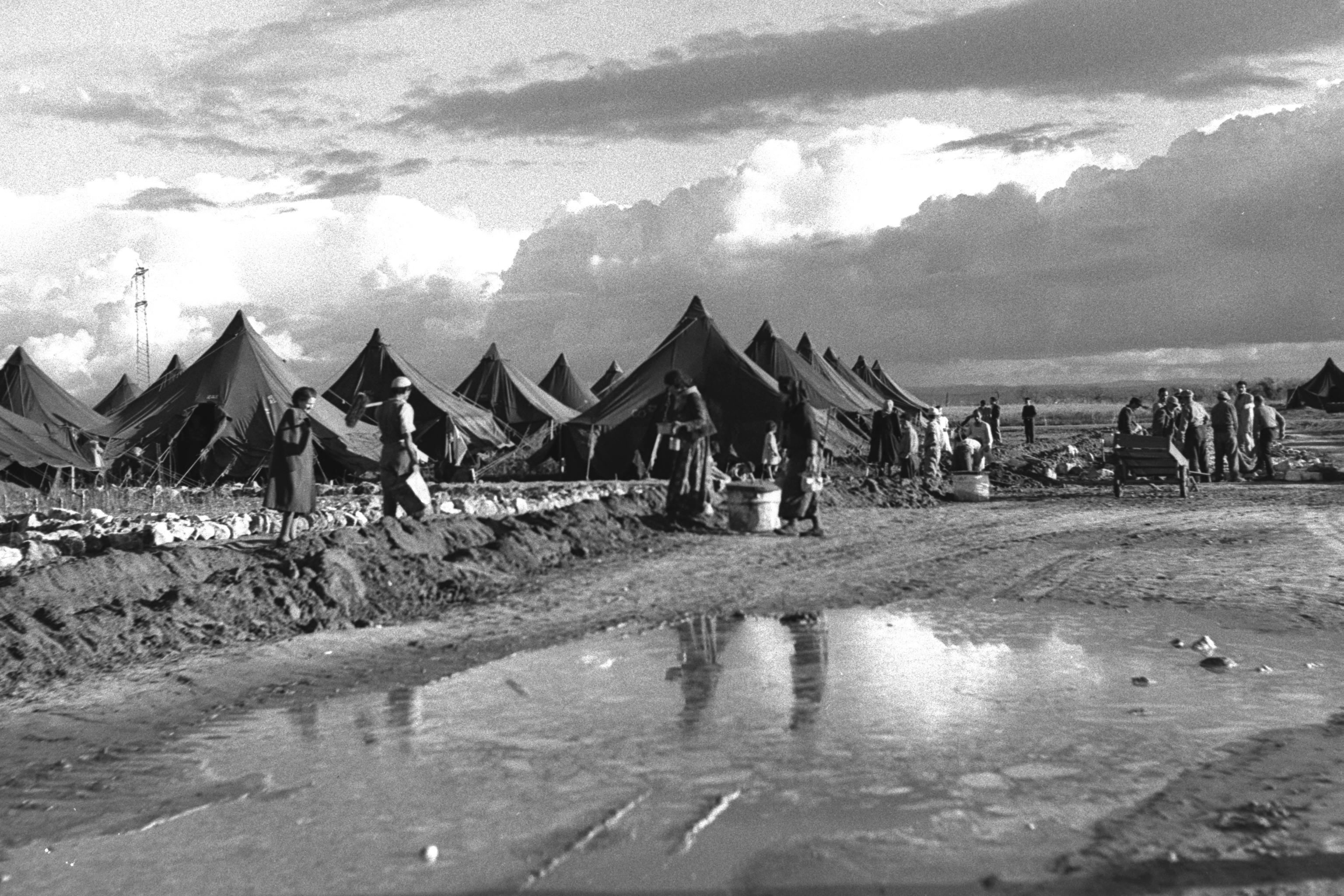
مخيم برديس هانا للمهاجرين، 1956.

وكالة الأمم المتحدة لإغاثة وتشغيل اللاجئين (الأونروا) هي جهاز تابع للأمم المتحدة تم إنشاؤه حصرياً لغرض مساعدة النازحين بسبب النزاع العربي الإسرائيلي، بميزانية سنوية تبلغ حوالي 600 مليون دولار. وهي تعرف «لاجئًا فلسطينًا» كشخص «كان محل إقامته المعتاد هو فلسطين الانتدابية في الفترة ما بين يونيو 1946 وأيار 1948، والذي فقد مسكنه وسبل عيشه نتيجة الصراع العربي الإسرائيلي عام 1948». وتساعد الأونروا جميع «أولئك الذين يعيشون في منطقة عملياتهم الذين يستوفون هذا التعريف، وهم مسجلون لدى الوكالة والذين يحتاجون إلى المساعدة» والذين أصبحوا لاجئين لأول مرة نتيجة لحرب الأيام الستة، بغض النظر عما إذا كانوا يقيمون في المناطق المعينة كمخيمات للاجئين الفلسطينيين أو في مجتمعات دائمة أخرى.
مخيم اللاجئين الفلسطينيين هو «قطعة أرض وضعت تحت تصرف الأونروا من قبل الحكومة المضيفة لاستيعاب اللاجئين الفلسطينيين وإقامة مرافق لتلبية احتياجاتهم». حوالي 1.4 مليون فقط من اللاجئين الفلسطينيين المسجلين، حوالي الثلث، يعيشون في 58 مخيماً للاجئين معترف بها من الأونروا في الأردن ولبنان وسوريا وقطاع غزة والضفة الغربية. لا يشمل تعريف الأونروا الوضع النهائي.
المتحدرون المسجلون من اللاجئين الفلسطينيين في الأونروا، مثل حملة «جواز سفر نانسن» و«شهادة الأهلية» (الوثائق الصادرة لأولئك الذين شردتهم الحرب العالمية الثانية) أو مثل لاجئي المفوضية،  يرثون نفس وضع لاجئ فلسطين كآبائهم الذكور. إن الأحفاد الأبوية للاجئين الفلسطينيين الأصليين «مؤهلون للتسجيل». في حالات كثيرة، تقدم المفوضية الدعم لأطفال اللاجئين الفلسطينيين أيضًا.

### تعريفات فلسطينية
يميز الفلسطينيون عدة فوارق تتعلق باللاجئين الفلسطينيين. يتم تعريف لاجئي 1948 وأحفادهم على نطاق واسع على أنهم «لاجئين» (لاجئون). منظمة التحرير الفلسطينية (PLO)، ولا سيما أولئك الذين عادوا ويشكلون جزءاً من السلطة الوطنية الفلسطينية، ولكن أيضاً المقيمين في مخيمات اللاجئين الفلسطينيين في لبنان، ينكرون هذا المصطلح، لأنه يعني ضمناً أنهم ضحية سلبية، ويفضلون تسمية «العائدين» (a'idun). أولئك الذين غادروا منذ عام 1967، وذريتهم، يطلق عليهم nazihun أو «النازحين»، على الرغم من أن العديد قد ينحدرون من مجموعة 1948.

## أصل لاجئي فلسطين

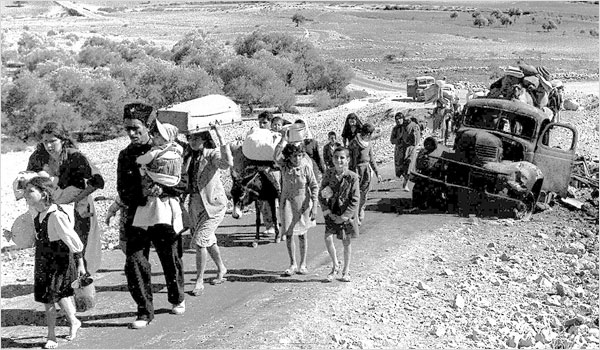
نزوح فلسطيني – 1948 - لاجئون فلسطينيون يشقون طريقهم من الجليل في أكتوبر - نوفمبر 1948

احتفظ معظم اللاجئين الفلسطينيين بوضعهم كلاجئين واستمروا في الإقامة في مخيمات اللاجئين، بما في ذلك داخل دولة فلسطين في الضفة الغربية وقطاع غزة. ويشكل ذريتهم جزءًا كبيرًا من الشتات الفلسطيني.

### اللاجئون الفلسطينيون من حرب فلسطين عام 1948
أثناء حرب فلسطين عام 1948، فرّ أو طُرِد 711,000 من أصل حوالي 900,000 من عرب فلسطين أو طُردوا من الأراضي التي أصبحت دولة إسرائيل.
بينما يتفق المؤرخون الآن على معظم أحداث تلك الفترة، لا يزال هناك خلاف حول ما إذا كانت الهجرة الجماعية نتيجة لخطة صُممت قبل أو أثناء الحرب من قبل القادة الصهاينة أو كانت نتيجة غير مقصودة للحرب.
في دراسة حول التحيز في المصادر الفلسطينية والصهيونية التي تتعامل مع الهجرة الفلسطينية عام 1948، يدرج ستيفن جليزر عددًا من المؤرخين والكتاب الصهاينة الأوائل، لا سيما جوزيف شيختمان وليو جون وجون كيمشي وماريا سيركين، الذين اعتبروا ما يلي:
"لقد طُلب من العرب في فلسطين البقاء والعيش كمواطنين في الدولة اليهودية، وبدلاً من ذلك، اختاروا المغادرة، إما لأنهم كانوا غير راغبين في العيش مع اليهود، أو لأنهم توقعوا انتصارا عسكريا عربيا يبيد اعتقدوا أنهم يستطيعون المغادرة مؤقتا والعودة في وقت فراغهم، وفي وقت لاحق، تم تقديم مطالبة إضافية، بأن الفلسطينيين أمروا بالمغادرة، مع الإذاعات الإذاعية التي تدعوهم إلى ترك منازلهم. 
ما يترتب على هذا الموقف هو أن الفلسطينيين اختاروا المغادرة، وبالتالي فقدوا حقهم في أرضهم، ويجب أن يقبلوا مسؤولياتهم الخاصة عن المحنة التي يجدون أنفسهم فيها. وفقا لبيني موريس، بين ديسمبر 1947 ومارس 1948، فر حوالي 100,000 من عرب فلسطين. وكان من بينهم الكثير من الطبقات العليا والمتوسطة من المدن، الذين غادروا طواعية، متوقعين العودة عندما فازت الدول العربية بالحرب وسيطرت على البلاد. عندما بدأت الهاغانا ثم الجيش الإسرائيلي الناشئ (الجيش الإسرائيلي أو الجيش الإسرائيلي) في الدفاع، بين أبريل ويوليو، غادر أو طُرد ما بين 250,000 و 300,000 فلسطيني، معظمهم من بلدات حيفا، طبريا، بيسان، صفد، يافا وعكا، التي فقدت أكثر من 90٪ من سكانها العرب. حدثت عمليات الطرد في العديد من البلدات والقرى، ولا سيما على طول طريق تل أبيب - القدس  وفي الجليل الشرقي. حوالي 50,000 إلى 70,000 من سكان اللد والرملة تم طردهم باتجاه رام الله من قبل الجيش الإسرائيلي خلال عملية داني،  ومعظمهم خلال عمليات الجيش الإسرائيلي في المناطق الخلفية. خلال عملية ديكل، سُمح لعرب الناصرة والجليل بالبقاء في منازلهم. اليوم يشكلون جوهر السكان العرب الإسرائيليين. من أكتوبر إلى نوفمبر 1948، أطلق جيش الدفاع عملية «يوآف» لإزالة القوات المصرية من النقب وعملية حيرام لإزالة جيش التحرير العربي من الجليل الشمالي خلال تسعة أحداث على الأقل كانت مذابح العرب قام بها جنود الجيش الإسرائيلي. أدت هذه الأحداث إلى نزوح ما بين 200,000 إلى 220,000 من العرب الفلسطينيين. هنا، هرب العرب خوفا من الفظائع أو تم طردهم إذا لم يفروا. بعد الحرب، من 1948 إلى 1950، أعاد الجيش الإسرائيلي توطين حوالي 30,000 إلى 40000 عربي من الأراضي الحدودية للدولة الإسرائيلية الجديدة.

### لاجئون فلسطينيون من حرب الأيام الستة
نتيجة لحرب الأيام الستة، فر ما بين 280,000 و 325,000 فلسطيني أو تم طردهم  من الأراضي التي فازت بها إسرائيل في حرب الأيام الستة، بما في ذلك القرى الفلسطينية المدمرة في عمواس، يالو، بيت نوبا، سورت، بيت عوا، بيت ميرسم، شيوخ، جفتليك، أجاريث والحصيرات، و «إفراغ» مخيمات اللاجئين في عقبة جبر وعين السلطان.

### خروج فلسطيني من الكويت (حرب الخليج)
وقد حدث النزوح الفلسطيني من الكويت أثناء حرب الخليج وبعدها. خلال حرب الخليج، فر أكثر من 200,000 فلسطيني من الكويت طواعية أثناء احتلالهم للكويت بسبب المضايقات والترهيب من قبل قوات الأمن العراقية، بالإضافة إلى طردهم من العمل من قبل شخصيات السلطة العراقية في الكويت. بعد حرب الخليج، ضغطت السلطات الكويتية قسراً على ما يقرب من 200,000 فلسطيني لمغادرة الكويت في عام 1991. كانت سياسة الكويت، التي أدت إلى هذه النزوح، رداً على محاذاة الزعيم الفلسطيني ياسر عرفات ومنظمة التحرير الفلسطينية مع الدكتاتور صدام حسين، الذي غزا الكويت في وقت سابق.
قبل حرب الخليج، كان الفلسطينيون 400 مليون (30٪) من سكان الكويت البالغ عددهم 2.2 مليون نسمة. الفلسطينيون الذين فروا من الكويت هم مواطنون أردنيون. في عام 2013، كان هناك 280.000 مواطن أردني من أصل فلسطيني في الكويت. في عام 2012، كان 80,000 فلسطيني (بدون جنسية أردنية) يعيشون في الكويت. إجمالاً، هناك 360,000 فلسطيني في الكويت اعتباراً من 2012-2012.

### اللاجئون الفلسطينيون كجزء من أزمة اللاجئين السوريين
نتيجة للحرب الأهلية السورية التي بدأت في عام 2011، نزح 235,000 فلسطيني في سوريا نفسها و 60,000 إلى جانب 2.2 مليون سوري فروا من البلاد اعتبارًا من أكتوبر 2013.
كانت هناك تقارير تفيد بأن الأردن ولبنان أوقفوا اللاجئين الفلسطينيين الذين يحاولون الفرار من الأزمات الإنسانية في سوريا. استوعب الأردن 126,000 لاجئ سوري، لكن الفلسطينيين الفارين من سوريا وضعوا في مخيم منفصل للاجئين، في ظل ظروف أكثر صرامة وحظروا من دخول المدن الأردنية.
كما يهاجر اللاجئون الفلسطينيون القادمون من سوريا إلى أوروبا طلباً للجوء، خاصة إلى السويد، التي قدمت اللجوء إلى أي لاجئ سوري ينجح في الوصول إلى أراضيه، ولو بشروط معينة. كثير يفعل ذلك من خلال إيجاد طريقهم إلى مصر وجعل الرحلة عن طريق البحر. في أكتوبر 2013، ادعت الجبهة الشعبية لتحرير فلسطين-القيادة العامة أن حوالي 23,000 لاجئ فلسطيني من مخيم اليرموك قد هاجروا إلى السويد وحدها.

## إحصائيات اللاجئين
يختلف عدد اللاجئين الفلسطينيين حسب المصدر. بالنسبة إلى اللاجئين من 1948 إلى 49، على سبيل المثال، تقترح الحكومة الإسرائيلية عددًا يصل إلى 520,000 مقابل 850,000 مقابل نظرائهم الفلسطينيين. اعتبارًا من يناير 2015، تستشهد الأونروا بـ 5,149,742 لاجئًا مسجلًا، منهم 1,603,018 مسجلين في المعسكرات.
| بئر السبع               | 88  | 90,507  | 590,231   |
| بيسان                   | 31  | 19,602  | 127,832   |
| جنين                    | 6   | 4,005   | 26,118    |
| حيفا                    | 59  | 121,196 | 790,365   |
| الخليل                  | 16  | 22,991  | 149,933   |
| الرملة                  | 64  | 97,405  | 635,215   |
| صفد                     | 78  | 52,248  | 340,729   |
| طبريا                   | 26  | 28,872  | 188,285   |
| طولكرم                  | 18  | 11,032  | 71,944    |
| عكا                     | 30  | 47,038  | 306,753   |
| غزة                     | 46  | 79,947  | 521,360   |
| القدس                   | 39  | 97,950  | 638,769   |
| الناصرة                 | 5   | 8,746   | 57,036    |
| يافا                    | 25  | 123,227 | 803,610   |
| المجموع                 | 531 | 804,766 | 5,248,185 |
| Demography of Palestine |     |         |           |

كان عدد اللاجئين الفلسطينيين المسجلين في الأونروا حسب البلد أو الإقليم في يناير 2015 كما يلي:
| الأردن        | 2,117,361 |
| قطاع غزة      | 1,276,929 |
| الضفة الغربية | 774,167   |
| سوريا         | 528,616   |
| لبنان         | 452,669   |
| المجموع       | 5,149,742 |

في سياق الصراع العربي الإسرائيلي، تم إعادة توطين اللاجئين اليهود في البداية في مخيمات اللاجئين المعروفة بشكل مختلف باسم مخيمات المهاجرين، معبروت، و «مدن التطوير» قبل استيعابهم في المجتمع الإسرائيلي العام. وعلى العكس من ذلك، لا يزال العديد من اللاجئين الفلسطينيين يقيمون في مخيمات اللاجئين الفلسطينيين، بينما تم استيعاب آخرين في المجتمع الأردني أو الأراضي الفلسطينية. منذ عام 1948، ضمنت دولة إسرائيل السيادة والمواطنة للاجئين اليهود، بينما لا تزال دولة فلسطين المعلنة نفسها غير قادرة على استيعاب اللاجئين الفلسطينيين، بسبب عدم وجود سيادة بحكم الأمر الواقع على أراضيها المطالب بها.

### قطاع غزة
اعتبارا من يناير 2015، كان لدى قطاع غزة 8 مخيمات للاجئين تابعة للأونروا مع 960960 لاجئ فلسطيني، و 1,276,929 لاجئ مسجل،  من أصل 1,816,379 نسمة.

### الضفة الغربية
اعتبارا من يناير 2015، كان لدى الضفة الغربية 19 مخيما للاجئين مع 228,560 لاجئ فلسطيني، و 774,167 لاجئ مسجل،  من أصل 2345107.

### الأردن
«يعيش أكثر من مليوني لاجئ فلسطيني مسجلين في الأردن. معظم اللاجئين الفلسطينيين في الأردن، ولكن ليس جميعهم، يحملون الجنسية الكاملة»،  بعد ضم الأردن واحتلاله للضفة الغربية. نسبة اللاجئين الفلسطينيين الذين يعيشون في مخيمات اللاجئين إلى أولئك الذين استقروا خارج المخيمات هي أدنى نسبة في جميع عمليات عمليات الأونروا. يُسمح للاجئين الفلسطينيين بالوصول إلى الخدمات العامة والرعاية الصحية، ونتيجة لذلك، أصبحت مخيمات اللاجئين أشبه بضواحي المدن الفقيرة أكثر من مخيمات اللاجئين. انتقل معظم اللاجئين الفلسطينيين من المخيمات إلى أجزاء أخرى من البلاد وبلغ عدد الأشخاص المسجلين في مخيمات اللاجئين اعتبارًا من يناير 2015 385,418 شخصًا يعيشون في عشرة مخيمات للاجئين. مما جعل الأونروا تخفض الميزانية المخصصة لمخيمات اللاجئين الفلسطينيين في الأردن. يقول كبير مدراء الأونروا السابق جيمس جي. ليندسي: «في الأردن، حيث يعيش مليوني لاجئ فلسطيني، يحصل جميع المواطنة على 167000 فقط، وهم مؤهلون بالكامل للحصول على الخدمات الحكومية بما في ذلك التعليم والرعاية الصحية». يقترح ليندسي أن القضاء على الخدمات للاجئين الذين تدعمهم الأردن «من شأنه أن يقلل من قائمة اللاجئين بنسبة 40٪».
الفلسطينيون الذين انتقلوا من الضفة الغربية (سواء كانوا لاجئين أم لا) إلى الأردن، يصدرون بطاقات هوية صفراء لتمييزهم عن الفلسطينيين في «مخيمات اللاجئين الرسمية العشرة» في الأردن. من عام 1988 إلى عام 2012، ألغيت آلاف من الفلسطينيين الذين يحملون بطاقة الهوية الصفراء جنسيتهم الأردنية. وزير الداخلية الأردني نايف القاضي قال:
قدرت هيومن رايتس ووتش أن حوالي 2,700 فلسطيني تم تجريدهم من الجنسية الأردنية بين عامي 2004 و 2008. [59] يقدر أن أكثر من 40000 فلسطيني تأثروا بهذه السياسة.